# شاخص عملکرد
شاخص عملکرد (انگلیسی: Performance indicator) یا شاخص کلیدی عملکرد، پارامتری قابل اندازه‌گیری برای عملکرد است، که به سازمان‌ها کمک می‌کند تا فرایند دستیابی به اهداف سازمانی را تعریف و اندازه‌گیری کنند. زمانی که یک سازمان، مأموریت خود را تحلیل کرده باشد، همه ذینفعان مشخص شده و اهداف سازمانی نیز تعریف شده باشند، ابزاری برای اندازه‌گیری میزان دسترسی به این اهداف لازم است، که شاخص‌های کلیدی عملکرد، این ابزار را فراهم می‌نمایند. شاخص عملکرد می‌تواند منعکس‌کنندۀ فاکتورهای حیاتی موفقیت یک سازمان باشد، که این پارامترها از هر سازمانی به سازمان دیگر متغیر هستند.
این شاخص‌ها نقشی کلیدی و مهم در بسیاری از فرایندهای سازمانی، از جمله فروش و بازاریابی دارند. مدیران فروش با استفاده از این شاخص‌ها میزان موفقیت و کارامد بودن فروش را اندازه‌گیری می کنند. این شاخص ها به مدیریت هر بخش از سازمان کمک می‌کنند و بخش دشوار کار کردن با آنها، پیدا کردن شاخص‌های صحیح برای سازمان مورد نظر است. 

## انواع شاخص های عملکرد
- کمّی: حقایقی عاری از نظرات، احساسات، عقاید یا برداشت‌های شخصی افراد، که معمولاً با اعداد و ارقام و نسبت به یک استاندارد خاص ارائه می‌شود.
- کیفی: اعداد و ارقامی که طبق نظرات، عقاید و برداشت‌های شخصی شکل گرفته و ارائه می‌شوند.

## نقاط اندازه گیری
وجود حداقل دو عنصر لازم است: ورودی و خروجی. اما لیست کامل‌تر به صورت زیر است:
- ورودی: ورودی‌های مورد نیاز برای یک فعالیت را برای تولید خروجی نشان می‌دهد.
- خروجی: نتیجه یا نتایج یک فعالیت یا یک گروه از فعالیت‌ها را نشان می‌دهد.
- فعالیت: نشان‌دهندۀ تحولات ایجاد شده توسط یک فعالیت است.
- مکانیسم: چیزی است که موجب می‌شود یک فعالیت انجام شود (انسان یا سیستم).
- کنترل: چیزی است که روند فعالیت را از طریق انطباق کنترل می کند.
- زمان: نشان‌دهندۀ عنصر زمانی یک فعالیت است.[۲]

## شناسایی شاخص های عملکرد
شاخص های عملکرد با محرک ها و اهداف کسب و کار متفاوت است. یک مدرسه ممکن است میزان ناکامی دانش آموزان خود در امتحانات را به عنوان یک شاخص عملکرد کلیدی در نظر بگیرد که ممکن است به مدرسه کمک کند موقعیت خود را در جامعه آموزشی درک کند، در حالی که یک شرکت تجاری ممکن است درصد درآمد حاصل از بازگشت مشتریان را به عنوان شاخص کلیدی عملکرد بالقوه در نظر بگیرد.
مراحل مهم در شناسایی شاخص‌های کلیدی عملکرد عبارتند از:
- داشتن یک فرآیند کسب‌وکار از پیش تعریف شده (BP).
- داشتن نیازمندی‌ها برای BPs.
- داشتن اندازه‌گیری کمی/ کیفی نتایج و مقایسه با اهداف تعیین شده.
- بررسی واریانس‌ها و اصلاح فرآیندها یا منابع برای دستیابی به اهداف کوتاه‌مدت.

شاخص‌های کلیدی عملکرد (KPI) روش‌هایی برای ارزیابی دوره‌ای عملکرد سازمان‌ها، شرکت های تجاری و دپارتمان‌ها، بخش‌ها و کارکنان آن‌ها هستند. بر این اساس، KPI ها معمولاً به گونه‌ای تعریف می‌شوند که قابل درک، معنادار و قابل اندازه‌گیری باشند. آنها به ندرت به گونه‌ای تعریف می شوند که تحقق آنها توسط عواملی که توسط سازمان‌ها یا افراد مسئول غیرقابل کنترل تلقی می شوند، مختل شود.
شاخص‌های کلیدی عملکرد باید در سطوح ارشد در سازمان‌ها تنظیم شوند و در تمام سطوح مدیریتی تقسیم شوند. به منظور ارزیابی، KPIها به مقادیر هدف مرتبط می‌شوند، به طوری که ارزش اندازه‌گیری را می‌توان به عنوان برآورده کردن انتظارات ارزیابی کرد یا خیر.
KPIها باید از معیارهای اسمارت پیروی کنند. این به این معنی است که اندازه گیری هدفی خاص ( Specific purpose) برای کسب‌وکار دارد، قابل اندازه‌گیری (Measurable) است، تا واقعاً یک ارزش KPI به دست آید، هنجارهای تعریف شده باید قابل دستیابی (Achievable) باشند؛ بهبود KPI باید با موفقیت سازمان مرتبط (Relevant) باشد، و در نهایت باید زمان فازی(Time phased) باشد، به این معنی که مقدار یا نتایج برای یک دوره از پیش تعریف شده و مرتبط نشان داده می‌شود.
ویژگی های شاخص های ارزیابی عملکردی برنده
برای آنکه شاخص های ارزیابی عملکرد به عنوان ابزارهای کلیدی در ارزیابی و مدیریت عملکرد موثر باشند، باید دارای ویژگی های خاصی باشند که آن ها را از دیگر معیارهای اندازه گیری متمایز کند. دیوید پارمنت وینترز تاکید می کند که تنها شاخص های ارزیابی عملکردی که به خوبی طراحی شده اند، می توانند نقش واقعی خود را در کمک به سازمان ها برای رسیدن به اهداف استراتژیک ایفا کنند. این بخش به توضیح مفصل ویژگی های یک شاخص های ارزیابی عملکرد مناسب می پردازد که باید در تعریف و پیاده سازی آن ها رعایت شوند.
قابل اندازه گیری بودن: اولین و شاید مهم ترین ویژگی یک شاخص های ارزیابی عملکرد مؤثر این است که باید قابل اندازه گیری باشد، به این معنی که شاخص باید بر اساس داده های دقیق و قابل اعتماد تعریف شود و امکان اندازه گیری آن به صورت کمی یا کیفی وجود داشته باشد. برای مثال، میزان فروش محصولات در یک دوره مشخص یک شاخص ارزیابی عملکرد قابل اندازه گیری است. داده های دقیق و قابل اعتماد به سازمان ها این امکان را می دهند که بر مبنای واقعیت ها تصمیم بگیرند و عملکرد خود را به درستی بسنجند.
مرتبط بودن با اهداف سازمانی: یک شاخص ارزیابی عملکرد مؤثر باید مستقیماً با اهداف استراتژیک سازمان مرتبط باشد. در واقع، یک شاخص زمانی کارآمد خواهد بود که بتواند به طور مشخص نشان دهد که سازمان چقدر در مسیر دستیابی به اهداف خود پیشرفت کرده است. برای مثال، اگر هدف سازمان افزایش رضایت مشتری است، نرخ بازخوردهای مثبت مشتریان یا مدت زمان پاسخگویی به درخواست های آن ها می تواند به عنوان شاخص های ارزیابی عملکرد در نظر گرفته شود. این ارتباط باعث می شود تا تلاش های سازمان به صورت هدفمند در راستای تحقق اهداف حرکت کند.
قابل دستیابی بودن: پارمنت وینترز در کتاب خود تاکید می کند که شاخص های ارزیابی عملکرد باید چالش برانگیز باشند اما همچنان قابل دستیابی باقی بمانند. تعیین اهداف بسیار بلندپروازانه که دستیابی به آن ها غیرممکن باشد، می تواند منجر به ناامیدی و کاهش انگیزه در بین کارکنان شود. از طرف دیگر، شاخص های ارزیابی عملکردی که به راحتی قابل دستیابی هستند، نمی توانند موجب بهبود عملکرد شوند. بنابراین، سازمان ها باید در تعریف شاخص های ارزیابی عملکرد تعادل مناسبی بین چالش و قابلیت دستیابی ایجاد کنند تا بتوانند انگیزه و تلاش کارکنان را تحریک کنند.
زمان بندی مشخص: شاخص های ارزیابی عملکرد باید دارای بازه زمانی مشخصی باشند. به این معنی که برای هر شاخص ارزیابی عملکرد باید یک دوره زمانی تعریف شود که در آن عملکرد سازمان مورد ارزیابی قرار گیرد. این ویژگی به سازمان ها کمک می کند تا بتوانند پیشرفت خود را در دوره های مختلف بررسی کرده و تغییرات لازم را اعمال کنند. برای مثال، اگر شاخص ارزیابی عملکرد مربوط به نرخ رشد فروش است، باید مشخص شود که این نرخ در چه بازه زمانی، مثلاً ماهانه یا سالانه، ارزیابی خواهد شد. زمان بندی مشخص باعث می شود که عملکرد به طور مستمر تحت نظر باشد و اقدامات اصلاحی در صورت لزوم انجام شوند.
دقت و شفافیت: شاخص های ارزیابی عملکرد باید به گونه ای طراحی شوند که دقت بالایی داشته و قابل تفسیر باشند. داده هایی که برای اندازه گیری شاخص های ارزیابی عملکرد استفاده می شوند باید دقیق، معتبر و قابل تأیید باشند تا سازمان بتواند به آن ها اعتماد کند. علاوه بر این، شاخص های ارزیابی عملکرد باید به صورتی تعریف شوند که کارکنان و مدیران به راحتی مفهوم آن ها را درک کرده و نحوه عملکرد خود را بر اساس آن ها تطبیق دهند. شفافیت در تعریف شاخص های ارزیابی عملکرد به کاهش ابهام ها و تفسیرهای نادرست کمک می کند و باعث می شود که سازمان ها بهتر بتوانند عملکرد خود را پیگیری کنند.
انعطاف پذیری:  هر چند که شاخص های ارزیابی عملکرد باید دقیق و مشخص باشند، اما در عین حال باید انعطاف پذیر باشند تا در صورت تغییرات محیطی یا استراتژی های جدید سازمان، امکان به روزرسانی و تغییر آن ها وجود داشته باشد. پارمنت وینترز به اهمیت انعطاف پذیری در تعریف شاخص های ارزیابی عملکرد اشاره کرده و تأکید می کند که سازمان ها نباید به شاخص های ارزیابی عملکرد به عنوان شاخص هایی ثابت و غیرقابل تغییر نگاه کنند. تغییرات در بازار، فناوری و نیازهای مشتریان ممکن است باعث شوند که سازمان ها نیاز داشته باشند شاخص های ارزیابی عملکردی خود را تغییر دهند یا به روزرسانی کنند تا همواره مرتبط و مؤثر باقی بمانند.
تاثیرگذاری و اهمیت:  یکی دیگر از ویژگی های مهم شاخص های ارزیابی عملکردی برنده، تأثیرگذاری آن ها بر تصمیمات و اقدامات سازمان است. یک شاخص ارزیابی عملکرد مؤثر باید بتواند به مدیریت و تیم های اجرایی سازمان کمک کند تا بر اساس نتایج به دست آمده تصمیمات لازم را بگیرند و اقدامات موردنیاز را انجام دهند. در صورتی که شاخص های ارزیابی عملکرد نتوانند تأثیر مثبتی بر تصمیم گیری ها داشته باشد، ارزش چندانی نخواهد داشت و صرفاً به عنوان یک معیار اضافی عمل می کند. بنابراین، سازمان ها باید مطمئن شوند که شاخص های ارزیابی عملکردی خود به اندازه کافی اهمیت دارند و می توانند در تصمیم گیری های کلیدی تأثیرگذار باشند.
پایش و بازبینی مداوم: یکی از ویژگی های اساسی شاخص های ارزیابی عملکردی برنده، امکان پایش و بازبینی مستمر آن هاست. سازمان ها باید برنامه های منظمی برای بررسی و ارزیابی شاخص های ارزیابی عملکرد داشته باشند تا مطمئن شوند که همچنان با اهداف استراتژیک همخوانی دارند و نتایج مطلوبی به همراه دارند. اگر مشخص شود که شاخص های ارزیابی عملکرد دیگر برای سازمان مفید نیست یا نتوانسته به اهداف خود برسد، باید به روزرسانی شود یا جایگزین شود. بازبینی مداوم به سازمان ها کمک می کند تا همیشه در بهترین مسیر ممکن باقی بمانند و عملکرد خود را بهینه کنند.
این ویژگی ها به طور کلی نشان دهنده اصولی هستند که سازمان ها باید در تعریف و پیاده سازی شاخص های ارزیابی عملکرد رعایت کنند تا بتوانند از آن ها به عنوان ابزاری مؤثر برای مدیریت و بهبود عملکرد استفاده کنند. یک شاخص های ارزیابی عملکرد که با دقت و براساس این ویژگی ها طراحی شده باشد، می تواند نقشه راه موفقیت سازمان باشد و به آن ها در رسیدن به اهداف خود کمک شایانی کن